# Hyperbaena angustifolia
Hyperbaena angustifolia är en tvåhjärtbladig växtart som först beskrevs av Asa Gray och August Heinrich Rudolf Grisebach, och fick sitt nu gällande namn av Ignatz Urban. Hyperbaena angustifolia ingår i släktet Hyperbaena och familjen Menispermaceae. Inga underarter finns listade i Catalogue of Life.